# 杜道俊
杜道俊（？—453年），魏郡邺县（今河北省临漳县）人，北魏外戚、官员。

## 生平
杜道俊获赐爵发干侯，镇守枋头。杜道俊后来爵位升为南康公，太平真君十一年（450年）七月，魏太武帝拓跋焘诏令枋头镇将、平南将军杜道俊帮助防守兖州，杜道俊后出任兖州刺史。
太平真君十一年（450年）十月，魏太武帝讨伐刘宋。十一月，魏军攻克邹山，魏太武帝派楚王拓跋建和南康公杜道俊向泗水西岸进军，到了萧城，杜道俊向泗水东岸进军，到达留城。宋孝武帝刘骏派参军马文恭到萧城，江夏王刘义恭派军主嵇玄敬到留城，都进行侦察。萧城的魏军隐藏旌旗，马文恭侦查部队不清楚这一点，最终与魏军遭遇，马文恭于是离开汴水前往南山，刚向东到达南山，魏军就将宋军包围。马文恭战败，仅仅自己一个人逃走幸免。嵇玄敬也和留城的魏军相遇，幢主华钦跟在嵇玄敬部队的后方，杜道俊看见嵇玄敬后面有军队就撤走，退向苞桥。魏军到了到了苞桥后，想要渡过泗水；沛县的百姓焚烧了苞桥，夜间在树林中擂鼓，魏军以为宋军大规模的前来而争渡苞水，河水太深且是天气极冷，魏军冻死和溺死的人将近有一半。
正平二年（452年）四月，刘宋冀州刺史张永北伐北魏，当时刘宋建武将军垣护之率领两千人跟随张永进攻碻礉，垣护之先占据委粟津（今河南孟津县东），杜道俊和尚书伏连前来支援碻礉，垣护之率士兵抵抗，魏军就引兵向东而去。
兴安二年二月己未（453年3月11日），杜道俊的堂兄弟杜元宝被定罪处死，杜道俊在内的杜氏亲族都被斩首。后来，杜道俊在兖州的属吏汲宗等人认为杜道俊在兖州有德政，之前杜道俊受牵连被削除爵位被诛杀，尸骨暴露请给于收葬。表章上奏后，魏文成帝认为正当就听从了，赠予杜道俊散骑常侍、安南将军、南康公，谥号昭。

## 家庭

### 祖父母
- 杜豹，北魏追赠镇东大将军、阳平景王
- 某氏，北魏追赠钜鹿惠君

### 父亲
- 杜超，北魏驸马都尉、征南大将军、太宰、阳平威王

### 兄弟姐妹
- 杜道生，北魏秦州刺史、河东公
- 杜凤凰，北魏侍中、特进、阳平王